# Echivalență masă-energie

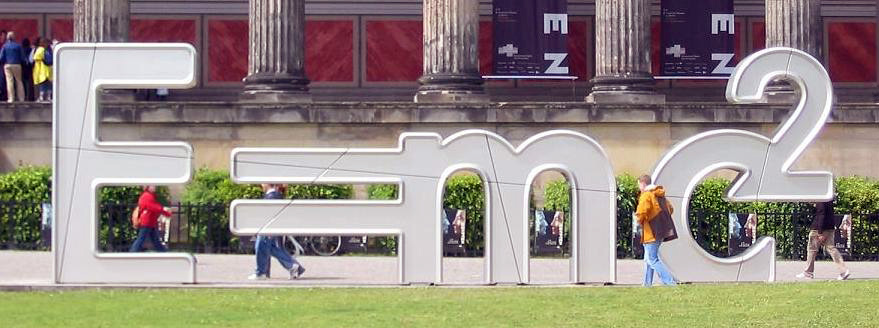
O sculptură de 5 metri înălțime a formulei din 1905 a lui Einstein, E = mc^{2}, la Walk of Ideas, Germania, 2006

Echivalența masă-energie este o consecință a teoriei relativității restrânse, constând în faptul că între masa totală a unui sistem fizic și energia sa există o relație de proporționalitate, exprimată prin formula {\displaystyle E=mc^{2}},
unde {\displaystyle E} este energia totală sistemului, {\displaystyle m} este masa sa, iar {\displaystyle c} este viteza luminii în vid.

## Derivarea
O primă consecință a teoriei relativității restrânse este faptul că atunci când asupra unui sistem se efectuează un lucru mecanic{\displaystyle L}, masa sistemului crește cu o cantitate {\displaystyle \Delta m={\frac {L}{c^{2}}}}. Mai departe, se deduce că variația de masă se produce la orice transfer de energie între sistem și exterior, drept consecință, orice variație {\displaystyle \Delta E} a energiei sistemului este însoțită de o variație {\displaystyle \Delta m} a masei sistemului, satisfăcând relația {\displaystyle \Delta E=(\Delta m)c^{2}}. De aici, pentru o alegere potrivită a stării de referință, pentru care punem {\displaystyle E_{ref}=0}, obținem relația cunoscută {\displaystyle E=mc^{2}}.

## O derivare alternativă
Am aplicat convenția ca produsul punct și juxtapunerea să reprezinte produsul scalar a doi vectori, iar pătratul unui vector reprezintă produsul scalar al vectorului cu el însuși.

## Efecte
Variația de masă preconizată de relațiile de mai sus este, în majoritatea transformărilor, mult prea mică, raportată la masa totală a sistemului, pentru a putea fi detectată.
În reacțiile nucleare, însoțite de evacuarea căldurii și radiației produse de reacție, variația energiei sistemului este suficient de mare, raportată la masa sistemului implicat, pentru ca variația masei să fie măsurabilă practic. Variația de masă provine din evacuarea prin căldură și radiație a energiei de legătură dintre componentele nucleului atomic. Variația de masă se manifestă prin aceea ca suma maselor atomice ale atomilor rezultați din reacție (plus, dacă este cazul, masele de repaus ale particulelor rezultate) este mai mică (în cazul unei reacții exoterme) decât suma maselor atomice ale atomilor intrați în reacție. Urmarea este că masa unui atom este puțin mai mică decât suma maselor protonilor, neutronilor și electronilor componenți.

## „Transformarea masei în energie”
Este adesea afirmat în mod eronat că relația {\displaystyle E=mc^{2}} exprimă transformarea (conversia) masei în energie în diverse reacții nucleare. În realitate, energia este prezentă în cantitate egală înainte și după transformare, doar sub forme diferite (energia legăturilor dintre componentele nucleului, în starea inițială, față de energie termică - energie cinetică a moleculelor - și energia radiației produse, în faza finală). De asemenea, masa se păstrează, doar forma ei de manifestare (substanță față de câmp) se modifică.